# 卡马约雷
卡马约雷（義大利語：Camaiore），是意大利卢卡省的一个市镇。总面积84.59平方公里，人口32289人，人口密度381.7人/平方公里（2009年）。ISTAT代码为046005。

## 友好城市
- 法國 卡庞特拉